# Vodopád (Ivan Jilemnický)
Vodopád je pískovcová skulptura v parku Ivana Jilemnického v Praze 10, Strašnicích v geomorfologickém celku Pražská plošina.

## Historie a popis díla
Bouři vytvořil český sochař a ilustrátor Ivan Jilemnický (1944–2012) technikou sekání z pískovce v roce 1982. Instalace na louce parku proběhla dne 26. června 1997. Křivočará sloupová skulptura ztvárňuje abstraktním způsobem téma vodního živlu - vodopádu.

## Další informace
Dílo je celoročně volně přístupné a v sousedství se nachází další skulptura Bouře od stejného autora.

## Galerie

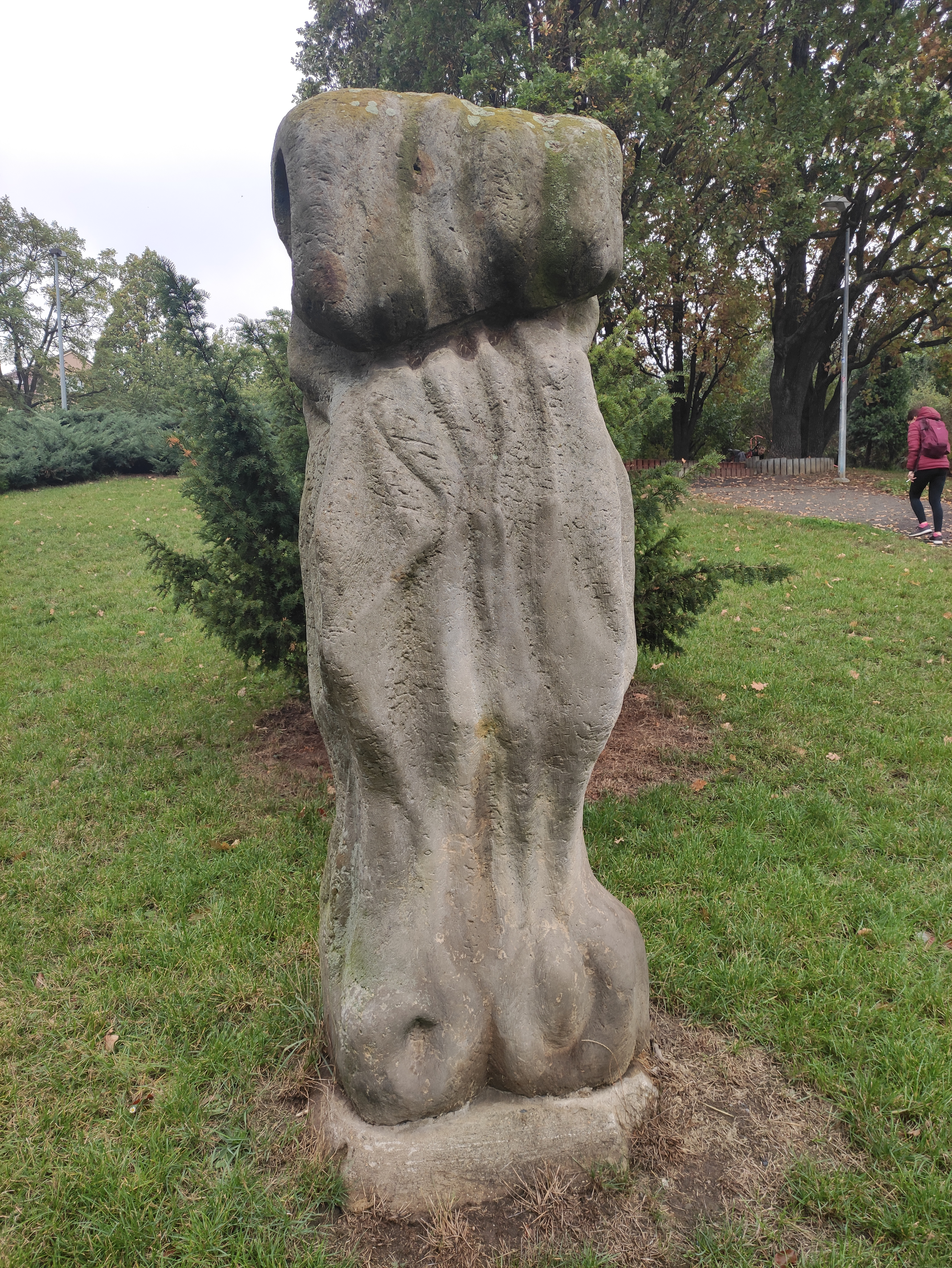
Čelní pohled na dílo
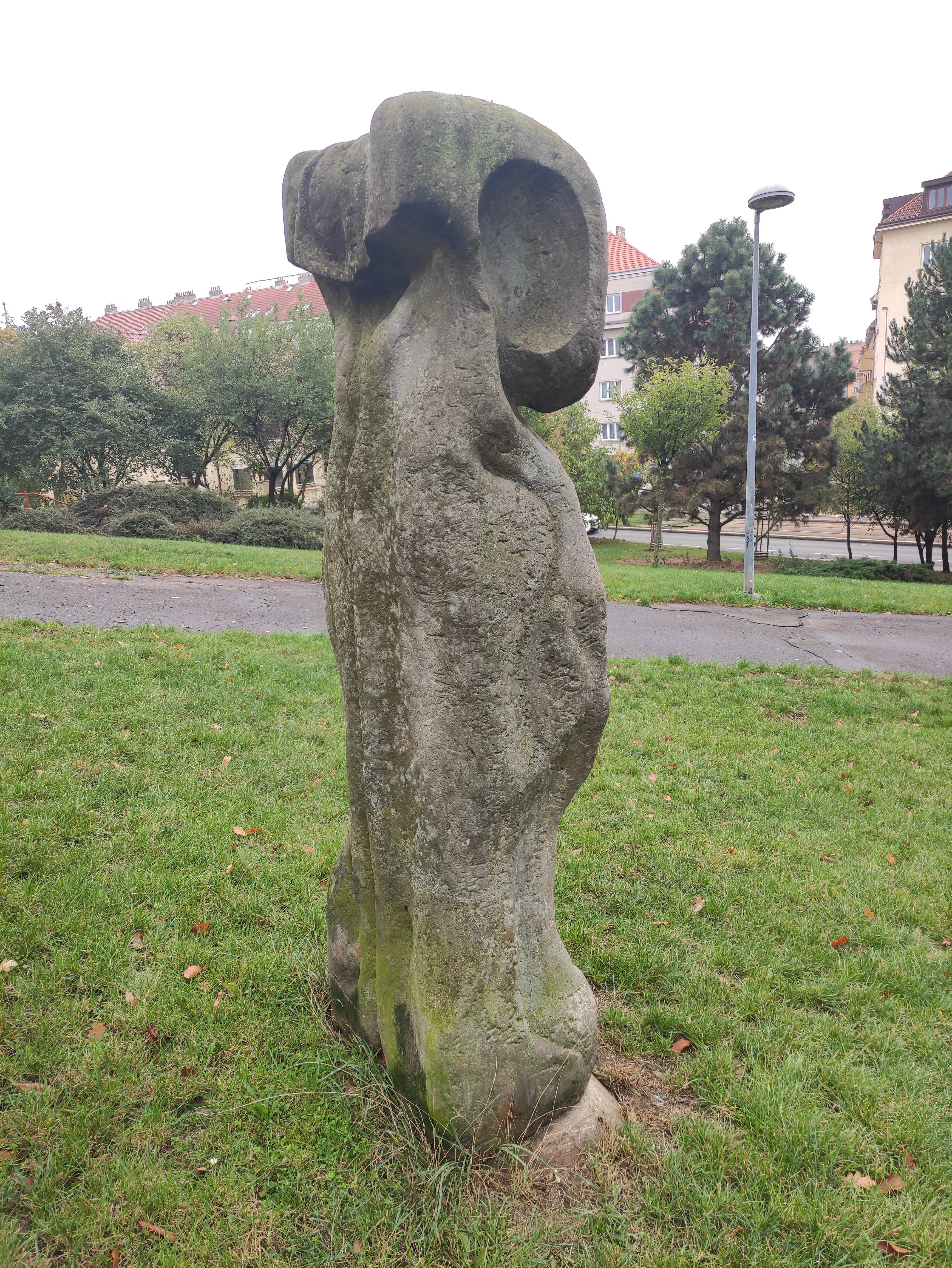
Šikmý zadní pohled na dílo